# Buzin (Zágráb)
Buzin falu Zágráb közigazgatási területén Horvátországban, a főváros déli részén. Ma Zágráb Novi Zagreb – istok városnegyedéhez tartozik.

## Fekvése
Zágráb városközpontjától 9 km-re délre, az A3-as autópálya és a Većeslav Holjevac sugárút csomópontja mellett délre fekszik.

## Története
A település már a 18. században is létezett. Az első katonai felmérés térképén „Buzin” néven található. Lipszky János 1808-ban Budán kiadott repertóriumában „Buzin” néven szerepel. Nagy Lajos 1829-ben kiadott művében „Buzin” néven 36 házzal, 302 katolikus vallású lakossal találjuk.
1857-ben 285, 1910-ben 514 lakosa volt. Zágráb vármegye Zágrábi járásához tartozott. 
1941 és 1945 között a Független Horvát Állam része volt, majd a szocialista Jugoszlávia fennhatósága alá került. 1991-től a független Horvátország része. 1991-ben lakosságának 98%-a horvát nemzetiségű volt. 2011-ben 1055 lakosa volt.

## Gazdaság
Itt található a Croatia Airlines igazgatóságának központja.

## Népessége
| Lakosság változása | Lakosság változása | Lakosság változása | Lakosság változása | Lakosság változása | Lakosság változása | Lakosság változása | Lakosság változása | Lakosság változása | Lakosság változása | Lakosság változása | Lakosság változása | Lakosság változása | Lakosság változása | Lakosság változása | Lakosság változása |
| ------------------ | ------------------ | ------------------ | ------------------ | ------------------ | ------------------ | ------------------ | ------------------ | ------------------ | ------------------ | ------------------ | ------------------ | ------------------ | ------------------ | ------------------ | ------------------ |
| 1857               | 1869               | 1880               | 1890               | 1900               | 1910               | 1921               | 1931               | 1948               | 1953               | 1961               | 1971               | 1981               | 1991               | 2001               | 2011               |
| 285                | 333                | 349                | 419                | 443                | 514                | 486                | 618                | 621                | 684                | 808                | 876                | 873                | 133                | 141                | 1.055              |

## Sport
Az NK Mladost Buzin labdarúgóklubot 1946-ban alapították. A csapat a zágrábi 1. ligában szerepel.